# Match Point
A Match Point 2005-ben bemutatott, Oscar-díjra jelölt filmdráma, amit Woody Allen írt és rendezett, a főszerepeket pedig Jonathan Rhys Meyers, Scarlett Johansson, Emily Mortimer és Matthew Goode játsszák. Woody Allen eddigi filmjeitől merőben eltérően a film műfaja bűnügyi pszichodráma.

## Történet
|  | Alább a cselekmény részletei következnek! |

Chris teniszedzőként dolgozik egy klubban, ahol többek között Tomot, az arisztokrata aranyifjút is edzi. Tom a bizalmába fogadja Christ, és összebarátkozik a fiúval. Egy vacsorameghívás során Chris megismeri Tom nővérét. Chloe azonnal beleszeret a teniszedzőbe, ő azonban nem viszonozza a lány érzéseit, de mivel fontos neki, hogy kitörjön a szegénységből, ezért elfogadja a lány szerelmét. A család is szeretettel fogadja, hamar megtörténik az esküvő is. Tom közben jegyben jár egy fiatal színésznővel, Nolával. Nolát azonban Tomék szülei nem fogadják el. Nola és Chris között titkos viszony alakul ki. Chris, bár nem szereti a feleségét, mégsem akarja feladni a nehezen megszerzett luxus életkörülményét. Chloé apja közben a vállalatánál vezetői beosztást ad neki. Közben Tom szakít Nolával egy másik nő miatt. Chrisnek a Nolával folytatott viszonya egyre nehezebb, a lánynál hisztériás rohamok törnek ki, amit Chris nem tud kezelni, nehezen viseli, hogy sarokba van szorítva. Nola bejelenti, hogy terhes, Chris eközben nem tudja teherbe ejteni a feleségét. Chris végzetes tervet eszel ki. Felmegy Nola lakására, amíg a nő távol van. Bekéredzkedik Nola idős szomszédjához. Lelövi a hölgyet, majd rablásnak álcázva szétrámol a lakásban. Később a hazaérkező Nolát is lelövi és eltűnik a házból. Egy Chris számára szerencsés véletlen folytán egy drogost gyanúsítanak a gyilkossággal, mivel megtalálják nála az idős hölgy egyik gyűrűjét, amit Chris eldobott az utcán. Egy évvel később Chrisnek és Cloénak is gyermeke születik.
|  | Itt a vége a cselekmény részletezésének! |

## Szereplők
| Szerep              | Színész              | Magyar hang    |
| ------------------- | -------------------- | -------------- |
| Chris Wilton        | Jonathan Rhys Meyers | Csőre Gábor    |
| Nola Rice           | Scarlett Johansson   | Peller Anna    |
| Chloe Hewett Wilton | Emily Mortimer       | Pálfi Kata     |
| Tom Hewett          | Matthew Goode        | Lux Ádám       |
| Alec Hewett         | Brian Cox            | Barbinek Péter |
| Eleanor Hewett      | Penelope Wilton      | Bánsági Ildikó |